# Isoxaflutole
L'isoxaflutole est un composé de la famille des isoxazoles. Il est connu comme herbicide utilisé contre les graminées, entrant dans la composition de quinze formulations d'herbicides.
Il agit en inhibant l'enzyme 4-hydroxyphénylpyruvate dioxygénase (HPPD), facteur de la formation d'un caroténoïde essentiel à la photosynthèse. Ce mode d'action le range dans le groupe F2 de la classification HRAC des herbicides.

## Impact environnemental
L'isoxaflutole est un polluant qui possède une courte demi-vie, variant de 3,2 heures à 11,1 jours en fonction du milieu. Ainsi, il ne fait pas partie de la liste des polluants organiques persistants. Dans les sols, il se dégrade principalement en deux métabolites : le cyclopropylpropane-1,3-dione et l'acide trifluorométhylbenzoïque.
Il est retrouvé dans les milieux aquatiques, et la concentration dans les eaux servant à la production d'eau potable doit être inférieure à 0,1 μg/L[réf. nécessaire].